# Jean-Luc Brylinski
Jean-Luc Brylinski (12 de setembro de 1951) é um matemático francês, que trabalha principalmente com teoria de representação e física matemática.
Brylinski estudou na Escola Normal Superior de Paris, obtendo em 1981 um doutorado na Universidade Paris-Sul em Orsay. Foi depois professor da Universidade Estadual da Pensilvânia no Center for Geometry and Mathematical Physics.
Brylinski provou em 1981 com Masaki Kashiwara (Inventiones Mathematicae Vol. 64, p. 387) a proposição de Kazhdan-Lusztig (provada independentemente também por Alexander Beilinson e Joseph Bernstein).

## Obras
- Loop spaces, characteristic classes and geometric quantization. Birkhäuser 1992